# Euristhmus microphthalmus
Euristhmus microphthalmus es una especie de peces de la familia Plotosidae en el orden de los Siluriformes.

## Hábitat
Es un pez de mar y de clima tropical.

## Distribución geográfica
Se encuentra en Australia (Territorio del Norte) y Indonesia (Irian Jaya ).